# Test Drive Unlimited 2
Test Drive Unlimited 2 (укр. Тест Драйв: Без обмежень 2; скор. TDU2) — відеогра серії Test Drive в жанрі аркадних авто- та мотоперегонів, розроблена компанією Eden Games і видана Atari, для консолей PlayStation 3 та Xbox 360 і для персональних комп'ютерів під керуванням Microsoft Windows 8 лютого 2011 року. Є продовженням гри Test Drive Unlimited 2006 року випуску та дев’ятнадцята гра із серії відеоігор Test Drive.

## Ігровий процес
Test Drive Unlimited 2 є аркадною перегонною грою, виконаною в тривимірній графіці. Як і в попередній частині серії, гравцеві надано перегони у великому відкритому світі.
Події гри розгортаються на іспанському острові Ібіца, а також на Оаху, відомої ще з першої частини. Гравець має можливість перефарбовувати свій транспортний засіб, наносити наклейки та покращувати його характеристики. Але на відміну від попередника, у грі можна переміщатися будинками та іншими об'єктами (автосалонами, магазинами, клубами), оновлювати інтер'єр куплених будинків, відвідувати перукарні, фотографувати автомобілі за гроші або робити пластичні операції, після яких персонаж протягом однієї години ходитиме в бинтах. Також у грі присутні дві радіостанції: Roadrock і Hariba Radio. Гравцеві є безліч місій, перегонових режимів та інших можливостей.
У багатокористувацькому режимі присутні ігрові клуби. Їхні учасники можуть проводити як перегони між собою, так і брати участь у перегонах проти інших клубів, результати яких впливають на репутацію клубу та його становище у світовому рейтингу. У міру розвитку клубу учасники зможуть запрошувати більше нових людей, а також отримати доступ до ексклюзивних клубних автомобілів.
Також у грі є динамічна зміна погоди (причому для різних островів погода змінюється незалежно та по-різному) та повноцінна зміна часу доби. Як і в першій частині, автомобілі та мотоцикли розділені на кілька класів, що відрізняються технічними характеристиками; Загалом у грі присутні понад 100 моделей від відомих світових виробників, таких як Alfa Romeo, Audi, Nissan, Volkswagen та багатьох інших.

## Сюжет
Перебуваючи на своїй вечірці з нагоди дня народження в Кала-де-Сан-Вісенті, Ібіца, головного героя зустрічає Тесс Вінторі, дочка «господаря» «Корони Сонця» (англ. Solar Crown), міжнародного перегонового чемпіонату. Тесс кличе героя до свого гаража, де дарує йому спорткар Ferrari California. Головний герой їде покататися, але прокидається і з'ясовується, що він є звичайним паркувальником автомобілів. Тесс каже, що вже зачекалася і вирішується звільнити головного героя, але передумує, оскільки один з учасників «Корони сонця» відмовляється від участі. Вона пропонує йому брати участь у чемпіонаті, якщо він встигне відвезти її до клубу за певний час.
У клубі Тесс представляє героя глядачам «Корони Сонця». Вона пояснює, що потрібно отримати ліцензії для легальної участі у перегонах. Вона знайомить головного героя з Тоддом Бішопом, інструктором з водіння, який веде того до дилера автомобілів, Джуду. Там герой обирає свій перший автомобіль, після чого Тод дарує нам старенький фургон, який стає першим будинком.
Протягом гри можна купувати будинки, автомобілі та одяг у дилерів по всьому острову. Отримавши ліцензію, гравець може брати участь у всіх заїздах даного класу.

## Розробка та реліз
Вже після виходу успішного Test Drive Unlimited команда розробників Eden Games розпочала створення сиквелу. У продовженні планувалося запровадити такі нововведення, як їзду бездоріжжям, динамічну зміну часу доби та погоди, та інші можливості, які значно розширюють геймплей, у порівнянні з попередником. У 2010 році компанія Atari, яка є видавцем гри, демонструвала трейлери Test Drive Unlimited 2, в яких показувалися геймплей, система кастомізації машин та багато іншого. У різних інтерв'ю розробники відповідали на запитання гравців та розповідали про майбутні доповнення до аркади.
Вихід Test Drive Unlimited 2 відбувся 8 лютого у Північній Америці, 11 лютого у Європі та 30 червня у Японії. Разом з грою вийшло доповнення «Casino Online», в якому додано можливість зіграти в рулетку, а також нові автомобілі, одяг для персонажа, меблі та інші речі. 21 червня 2012 року в Японії для PlayStation 3 вийшло видання Test Drive Unlimited 2 Plus Casino Online від компанії CyberFront, яке включало оригінальну гру та відповідне доповнення.
Згодом для гри вийшло два DLC. В «The Exploration Pack» входять два нових типи місій — 10 «золотих» і 50 «срібних» на Ібіці; 10 «золотих» та 50 «срібних» на Оаху. За кожне виконане «золоте» завдання гравець дізнавався координати місцеперебування остова автомобіля. Зібравши по 10 остовів, гравець отримував автомобіль, який знаходився в магазині вживаних авто. Також було запроваджено нові рівні у розділі «Подорожі» (тепер їх стало 18). Після досягнення 18-го рівня подорожей ставав доступним комплект одягу мандрівника. В «The Bike Pack» додано ще шість нових автомобілів, три мотоцикли, мотоекіпіровка для персонажів, магазин з новим одягом, додаткові автосалони, в яких виставлені платні DLC автомобілі (раніше після покупки на сайті вони з'являлися в магазині вживаних авто). Крім цього, з'явилося кілька нових завдань із перегону DLC-автомобілів. За успішне виконання нараховувалися очки подорожей та непогана сума ігрової валюти (20-30 тисяч доларів).

## Відгуки
| Агрегатор    | Оцінка                                    |
| ------------ | ----------------------------------------- |
| GameRankings | 74,50 % (ПК) 70,04 % (PS3) 68,50 % (X360) |
| Metacritic   | 72/100 (ПК) 70/100 (PS3) 68/100 (X360)    |

| Видання                      | Оцінка        |
| ---------------------------- | ------------- |
| AllGame                      | [ 9 ]         |
| Destructoid                  | 4/10          |
| Edge                         | 7/10          |
| Eurogamer                    | 7/10          |
| Game Informer                | 8,5/10        |
| GamePro                      | 3/5           |
| GameRevolution               | B             |
| GameSpot                     | 7/10          |
| GameSpy                      | [ 16 ]        |
| GamesRadar+                  | 6/10          |
| GameTrailers                 | 6,4/10        |
| IGN                          | 5,5/10        |
| Official Xbox Magazine (США) | 7/10          |
| PC Gamer (Велика Британія)   | 67/100        |
| Pocket Gamer                 | 6,5/10        |
| TeamXbox                     | 7/10          |
| VideoGamer.com               | 7/10          |
| Игромания                    | 5,5/10        |
| Страна игр                   | 7,5/10 6,5/10 |

Test Drive Unlimited 2 отримала переважно позитивні відгуки від преси, проте критики сприйняли сиквел не так тепло, як попередника. На агрегаторах GameRankings і Metacritic середня оцінка становить 74,50% та 72/100 у версії для ПК, 70,04% та 70/100 для PlayStation 3, 68,30% та 68/100 для Xbox 360.